# 宋世栄
宋 世栄（そう せいえい）は中華民国の武術家。形意拳の達人。字を約斉。
宋は17歳の時に山西省太谷県に移住してこの地で時計店を生業とする。 宋は車永宏と共に神拳李洛能の最も早期の門人の一人である（李洛能の息子の李太和を除き、どちらの入門が早かったかは諸説あり分らない。）。
幼少より武術を好み、義侠心に篤く、囲碁や戯曲を愛していた。 太谷県にて時計店を開設したとき、この土地に李洛能という、 優れた武術の達人が居ることを知り、人の紹介を得て李の門を拝し形意拳を学んだ。 宋は李の教えを受けてから、夜となく昼となく熱心に練習を続け、間断することがなかった。 李から学んだ技はどれも奥義に達し、中でも十二形拳においては神技とも呼べるような、 高い練度を人に示すことが出来たという。 
たとえば、宋が十二形蛇形拳を練るときなど、 蛇の性質と性能を極限まで生かし、体を左に転じたときは右手で右足の踵をつかむほどとなり、 右に転じたときは左手で左足の踵が掴めるほどであったという。 十二形燕形拳の一技「燕子抄水」を行うと、身体が地に低く接地するほどに成ったときは、 既にテーブルの下を一瞬で潜り抜け、さらにそこから一丈も飛び越える勢いがあったほどであった。 「狸猫上樹」を練る際も、身を躍らせて壁に貼りつくと、そのまま数分間、手足を壁に粘りつけていることが出来たともいう。 
また、宋がある人と比武（試合）をした際は、相手が身を躍らせて宋に飛びかかり、 一手攻撃した瞬間には、その身は既に矢のような速さで二丈余りも投げた倒されていたという。 しかもそのとき宋は身体を少しも動かさず、ただ両手を軽く一振りさせただけのように見えたという。 
当時、同門・同道あるいは武林（武術界）以外の人々にさえも宋の神技を見た者は多かったという。 名著「拳意述真」を残し、形意拳の近世三大名手に数えられた達人孫禄堂は宋世栄のことを、 
「先生は物事の性質をよく見極め、その特性を活かすことをされた故に神妙なる技を伝えることが出来たのである。」と絶賛している。 
孫が宋の元に出向いたとき（拳意述真では80余歳のころと記されているが、宋の没時の年齢は79歳である。） 宋は気力に溢れ、身の動きも柔軟でまるで若き日のままであったと記されている。そして後進の健者も自分に及ばないことをただ嘆かれたと述べている。 
最晩年の宋は五台山にのぼり僧侶となり、以後は武術について語ることが全く無かったという。宋の指導は非常に厳格で、また人を択んで拳を教えた為、その生涯で教えた弟子たちは、僅かに20余名に過ぎなかったといわれている。
宋の著名な門弟としては宋虎臣(子)、宋鉄麟、などが居る。再伝弟子（孫弟子）としては郝湛如が著名である。